# Tiszta kommunikáció
A tiszta kommunikáció David John Grove (1950–2008) maori származású pszichoterapeuta által az 1980-as évek végétől kidolgozott módszeregyüttes, amely a non-direktív, humanisztikus pszichológia alapelvein nyugodva, a hipnoterápia eszközrendszerével belső változások generálásában igyekszik segíteni. Ma a pszichoterápia mellett a coachingban, az üzleti életben, és az egészségügyben használják a tiszta módszereket problémamegoldásra, kreativitás növelésére, döntés-előkészítésre, az orvos-beteg kapcsolat javítására.

## David John Grove
David J. Grove 1950-ben született Új-Zélandon maori és európai ősöktől. MBA diplomát, majd a Minnesotai Egyetemen pszichoterapeuta képesítést szerzett és a London Phobic Trust-nál dolgozott. 1989-ben jelent meg első könyve, Traumatikus emlékek feloldása címmel. Ezekben az években NLP-vel, Ericksoni hipnózissal, családterápiával foglalkozott, később pedig az általa kidolgozott keretrendszer és eljárásai révén meghívott előadója volt számos londoni és amerikai pszichoterápiás és orvosi szervezetnek.

## Tiszta módszerek
A tiszta módszerek közös sajátossága, hogy a lehető legkevésbé próbálják befolyásolni a klienst, emlékeit, tüneteit, problémáit és az ezekre talált megoldásokat. Ennek történelmi háttere a nyolcvanas évek végén megjelenő abúzus pánik az USA-ban, hiszen David J. Grove pályájának elején szexuális abúzuson átesett, és háborúban traumatizált páciensekkel foglalkozott. A tiszta szó ebben a közegben azt jelenti, hogy a terapeuta kérdéseivel nem ültet el "fals emlékeket" a páciensben, nem törekszik a traumatikus emlék feltárására, a problémák megoldására, pusztán annak jelenbéli hatásaira és a lehetséges megoldásokra összpontosít. Az első lépcsőként kidolgozott tiszta nyelv nevű módszerre később ráépült a metaforaterápia, a tiszta tér, és a HATványozó rendszere. Minden tiszta metodika növeli a kliens autonómiáját azáltal, hogy a megoldások külső befolyásolás nélkül, belülről, integránsan merülnek fel, és ezáltal a kliens motiváltabb lesz a megtalált megoldások megvalósításában is.[forrás?]

### Tiszta nyelv
A tiszta nyelv összetevői:
- A kliens válaszai szó szerint,
- A 12 tiszta kérdés,
- Más vokális minőség (lassabb, halkabb beszéd).

A szó szerinti visszaismétlés elengedhetetlen része a tiszta nyelvnek. Ebben a fajta kommunikációban nincs átkeretezés, parafrazeálás, értelmezés, magyarázat. A beszélő szavai helyett non-verbális jelzéseit is használhatjuk, ekkor is annak pontos visszatükrözésére törekszünk.
A 12 tiszta kérdés a tiszta nyelv alapja, kiegészítve néhány speciális kérdéssel. Az alapkérdések közé tartozik például az alábbi négy:
- És milyen X az X?
- És honnan jöhetett X?
- És mihez hasonlít X?
- És mit szeretne X, ha történne?

ahol X a beszélő szavainak visszaismétlése szó szerint.
A kérdező vokális kvalitásai, valamint a kérdések minősége egyfajta autohipnózist ér el a beszélőnél, aki igen gyakran becsukja a szemét és belső világában dolgozik.

### Tiszta tér
A tiszta tér és a hat lépés ereje a tiszta elvek mellett komplex hálózatelméleti modelleken nyugszanak.[pontosabban?] Ezek alapján egy egyre növekvő rendszer (legyen az sejtek, hangyák vagy információk összessége) elérve egy bizonyos komplexitást hirtelen újraszerveződik és egyszerű, belülről generálódó megoldások jönnek létre.[forrás?]
1929-ben Karinthy Frigyes Láncszemek című novellájában vetette fel, hogy elegendő néhány kapcsolat, amelyen keresztül az ismerősök köre kiadja az egész emberiséget. 40 évvel később Erdős Pál és Rényi Alfréd bebizonyította, hogy minden véletlen gráf két pontjának összekötéséhez hat élen lehet eljutni (lásd: Erdős–Rényi-modell), Stanley Milgram pedig megalkotta a ’hat lépés távolság elméletet’.
A hat lépés távolság elmélete szerint a Földön bárki kapcsolatba hozható bárkivel egy ismeretségi láncon keresztül, melyben a két végpont között maximálisan öt elem van. Ezt a törvényt a természet a saját maga szervezésére használja.[forrás?] Az emberi társadalomban is, a világban is minden mindennel összefügg, egy bonyolult, mindent átszövő hálónak a része. A legújabb komplex hálózati elméletek (pl. Barabási Albert László és kutatócsoportja) is alátámasztják a hatlépésnyi távolság elméletét.
David J. Grove ezt az elméletet alapul véve dolgozta ki saját terápiás metódusát, mely szerint saját problémáink megoldásától is hat lépés távolságra vagyunk.